# 隼人郵便局
隼人郵便局（はやとゆうびんきょく）は、鹿児島県霧島市にある郵便局。民営化前の分類では無集配特定郵便局であった。

## 概要
住所：〒899-5106 鹿児島県霧島市隼人町内山田1-6-1
かつては集配普通郵便局だったが、集配業務は民営化に先立つこと3年前に国分郵便局へ移管された。

## 沿革
- 1934年（昭和9年） - 開局。
- 1959年（昭和34年）10月1日 - 日当山郵便局および浜之市郵便局から電話交換事務の取扱を移管されるとともに、当該業務の取扱を開始[1]。
- 1962年（昭和37年）10月31日 - 浜之市郵便局から集配業務の全部と、清水郵便局から集配業務の一部[2]を移管。
- 1963年（昭和38年）7月1日 - 特定郵便局から普通郵便局へ局種別改定。
- 1969年（昭和44年）9月7日 - 電話の加入および料金に関する簡易な事務を除く電話交換業務、ならびに和文電報配達業務を国分電報電話局に移管。
- 1999年（平成11年） - 外国通貨の両替および旅行小切手の売買に関する業務取扱を開始。
- 2004年（平成16年）10月25日 - 集配業務を国分郵便局へ移管[3]。同時に郵便番号を変更（〒899-5199→〒899-5106）。
- 2007年（平成19年）10月1日 - 民営化。
- 2012年（平成24年）10月1日 - 日本郵便株式会社発足。

## 取扱内容
- 郵便、印紙、ゆうパック、内容証明
- 貯金、為替、振替、振込、国際送金、国債
- 生命保険、バイク自賠責保険
- 地方公共団体事務（霧島市入場券の販売）
- ゆうちょ銀行ATM

## 周辺
- 隼人塚
- 霧島市役所隼人総合支所
- 鹿児島県立隼人工業高等学校
- 霧島市立隼人図書館

## アクセス
- JR日豊本線 隼人駅から南西へ200m（徒歩約4分）
- 東九州自動車道 隼人東ICから北へ約3km、もしくは隼人道路 隼人西ICから東へ約4km
- 駐車場あり：12台